# Fenouillet (Alto Garona)
Fenouillet (em occitano:  Fenolhet) é uma comuna francesa na região administrativa da Occitânia, no departamento do Alto Garona. Estende-se por uma área de 9.51 km², com 5.272 habitantes, segundo o censo de 2018, com uma densidade de 550 hab/km².